# Lampanyctus steinbecki
Lampanyctus steinbecki és una espècie de peix de la família dels mictòfids i de l'ordre dels mictofiformes.

## Morfologia
- Els mascles poden assolir 3,8 cm de longitud total.
- Nombre de vèrtebres: 34-36.[3]

## Reproducció
És ovípar amb larves i ous planctònics.

## Hàbitat
És un peix marí i d'aigües profundes que viu entre 80-100 m de fondària.

## Distribució geogràfica
Es troba al Pacífic oriental, l'Índic i Papua Nova Guinea.